# OpenCourseWare
O movimento OpenCourseWare começou em 1999, quando a Universidade de Tübingen, na Alemanha, publicou vídeos de palestras online para sua iniciativa timms (Tübinger Internet Multimedia Server). O movimento OCW só decolou com o lançamento do MIT OpenCourseWare no Instituto de Tecnologia de Massachusetts (MIT) e da Iniciativa de Aprendizado Aberto na Universidade Carnegie Mellon em outubro de 2002. O movimento foi reforçado pelo lançamento de Projetos semelhantes em Yale, na Universidade Estadual de Utah, na Universidade de Michigan e na Universidade da Califórnia, Berkeley.
A razão do MIT para o OCW era "melhorar o aprendizado humano em todo o mundo pela disponibilidade de uma rede de conhecimento". O MIT também afirmou que isso permitiria que os alunos (incluindo, mas não se limitando aos próprios) se preparassem melhor para as aulas, de modo que pudessem estar mais engajados durante as aulas. Desde então, várias universidades criaram OCW, algumas das quais foram financiadas pela Fundação William e Flora Hewlett.
A partir deste movimento do MIT, várias outras universidades começaram a criar os seus próprios projetos OCW. Hoje já existem mais de 200 universidades do mundo trabalhando neste novo conceito de liberar o conhecimento gerado na academia para todos. Uma perfeita socialização do conhecimento disponibilizando-o tanto para professores, alunos e autodidatas do mundo todo.
De acordo com o OCW Consorcium solicita que alguns requisitos sejam seguidos, tais como:
- Não pode ter fins comerciais;
- Deve incluir uma referência à instituição que o publica originalmente e, caso seja procedente, o nome do autor do material;
- O material resultante do uso do OCW deve ser livre para utilização por terceiros e ficará sujeito a estes mesmos requisitos.

## Princípios
De acordo com o site do Consórcio OCW, um projeto OCW:
- é uma publicação digital gratuita e aberta de materiais educacionais de alta qualidade, organizados como cursos.
- está disponível para uso e adaptação sob uma licença aberta, como certas licenças Creative Commons.
- normalmente não fornece certificação ou acesso a professores.

## edX
Artigo principal: edX Dez anos após a estreia do OCW nos EUA, em 2012, o MIT e a Universidade de Harvard anunciaram a formação da edX, uma plataforma de curso online massivo aberto (MOOC) para oferecer cursos universitários online em uma ampla gama de disciplinas para um público mundial sem cobrança. Esta nova iniciativa foi baseada no projeto "MITx" do MIT, anunciado em 2011, e estende os conceitos de OCW ao oferecer cursos formais mais estruturados para estudantes online, incluindo, em alguns casos, a possibilidade de obter crédito acadêmico ou certificados com base em exames supervisionados. Uma característica importante da plataforma edX é a capacidade dos alunos interagirem entre si e com professores em fóruns online. Em alguns casos, os alunos ajudam a avaliar o trabalho uns dos outros e podem até participar de parte do ensino online.
Além disso, a edX está sendo usada como uma plataforma de pesquisa experimental para apoiar e avaliar uma variedade de novos conceitos em aprendizado online.

## Problemas
Um problema é que a criação e manutenção de um OCW abrangente requer investimentos substanciais iniciais e contínuos de trabalho humano. A tradução efetiva para outros idiomas e contextos culturais requer ainda mais investimento por parte de pessoal qualificado. Esta é uma das razões pelas quais o inglês ainda é o idioma dominante e há menos opções de cursos abertos em outros idiomas.  A plataforma OCW SlideWiki aborda essas questões por meio de uma abordagem de crowdsourcing.

## No Brasil
A FGV é a primeira Instituição de Ensino brasileira a apresentar um projeto OCW.
O portal Veduca reúne mais de 5 mil videoaulas disponibilizadas por 16 instituições de ensino por OpenCourseWare, organizadas em 21 assuntos. O conteúdo está sendo legendado em português.